# Aigars Kalvītis
Aigars Kalvītis (Riga, 27 de junho de 1966) é um empresário letão e político que serviu como primeiro-ministro da Letônia entre 2004 e 2007. Atualmente é presidente da Federação de Hóquei no Gelo da Letônia e presidente do conselho da empresa de gás letã Latvijas Gāze. Ele é o presidente da empresa letã de telecomunicações Tet.

## Biografia
Em 1984, Kalvītis se formou na Escola Secundária de Riga nº 41. Em 1992, ele se formou na Universidade de Agricultura da Letônia com um diploma de bacharel em economia e em 1995 ele se formou como um magister em economia. No mesmo ano, ele estudou na Universidade de Wisconsin.

## Carreira política

### Atividades políticas até 2004
Kalvītis foi um dos fundadores do Partido do Povo da Letônia em 1997 e foi eleito pela primeira vez para Saeima, o parlamento letão, em 1998. Ele serviu como ministro da agricultura de 1999 a 2000 e ministro da economia de 2000 a 2002. Kalvītis foi reeleito para Saeima e se tornou o líder da facção parlamentar do Partido do Povo em 2002.

### Primeiro ministro
Em 2 de dezembro de 2004, ele se tornou o primeiro-ministro da Letônia. Ele foi o primeiro-ministro da Letônia até sua renúncia em 5 de dezembro de 2007. 

### Governo de Kalvītis
Kalvītis a princípio liderou um governo de coalizão que consistia em seu próprio Partido do Povo, o Partido da Nova Era, a União de Verdes e Agricultores e o Primeiro Partido da Letônia. Em abril de 2006, o Partido Nova Era deixou o governo e Kalvītis liderou um governo de coalizão minoritária consistindo nos outros três partidos.
A sua coligação governamental manteve o poder nas eleições parlamentares de 7 de Outubro de 2006, ganhando uma ligeira maioria dos assentos e tornando-se o primeiro governo desde a independência da Letónia em 1991 a ser reeleito. Consistia no Partido do Povo, União dos Verdes e Agricultores, Partido Latvia First / Latvian Way, e Pela Pátria e Liberdade / LNNK. Para Pátria e Liberdade / LNNK foi adicionado após as eleições de 2006 e fortaleceu a maioria da coalizão para 59 dos 100 assentos. Enquanto isso, o Partido do Povo se tornou o maior partido do Parlamento. Kalvītis tornou-se seu presidente.

### Aposentadoria da política
Em 7 de novembro de 2007, Kalvītis anunciou que deixaria o cargo de primeiro-ministro em 5 de dezembro, depois de encontrar oposição generalizada à sua demissão do chefe do escritório anticorrupção, Aleksejs Loskutovs, no mês anterior. Consequentemente, ele se encontrou com o presidente Valdis Zatlers em 5 de dezembro e anunciou sua renúncia, junto com a de seu governo. Segundo Kalvītis, falando na televisão no mesmo dia, isso foi necessário para "acalmar as cabeças quentes". Kalvītis permaneceu no cargo como zelador até a nomeação de seu sucessor Ivars Godmanis. Ele decidiu abandonar completamente a política em 1 de abril de 2009, ao demitir seu membro do mandato do Saeima.

## Carreira empresarial
De 1992 a 1998, ele foi gerente e presidente do conselho de várias empresas relacionadas à agricultura. E depois de sua carreira política, ele foi Presidente do Conselho de várias empresas conhecidas como Tet (2009), Latvijas Balzams (2009-2015) e Presidente do Conselho de empresas como Hockey Club Dinamo Riga (2010-2015), o operador da infraestrutura de GNL da Letônia Conexus Baltic Grid (2017) e Latvijas Gāze (2015). Ele se tornou o presidente da Federação de Hóquei no Gelo da Letônia em outubro de 2016.